# Japan Open Tennis Championships 2016
Il Japan Open Tennis Championships 2016, noto come Rakuten Japan Open Tennis Championships 2016 per motivi di sponsorizzazione, è stato un torneo di tennis giocato su campi in cemento all'aperto. È stata la 44ª edizione del Japan Open Tennis Championships e faceva parte del circuito ATP Tour 500 nell'ambito dell'ATP World Tour 2016. Gli incontri si sono svolti all'Ariake Coliseum di Tokyo, in Giappone, dal 3 al 9 ottobre 2016.

## Partecipanti ATP

### Teste di serie
| Nazionalità | Giocatore       | Ranking* | Testa di serie |
| ----------- | --------------- | -------- | -------------- |
| Giappone    | Kei Nishikori   | 5        | 1              |
| Francia     | Gaël Monfils    | 8        | 2              |
| Rep. Ceca   | Tomáš Berdych   | 9        | 3              |
| Croazia     | Marin Čilić     | 11       | 4              |
| Belgio      | David Goffin    | 14       | 5              |
| Australia   | Nick Kyrgios    | 15       | 6              |
| Croazia     | Ivo Karlović    | 20       | 7              |
| Spagna      | Feliciano López | 27       | 8              |

* Ranking al 26 settembre 2016.

### Altri partecipanti
I seguenti giocatori hanno ricevuto una wild card per il tabellone principale:
- Tarō Daniel
- Yoshihito Nishioka
- Yūichi Sugita

I seguenti giocatori sono entrati in tabellone con il ranking protetto:
- Juan Mónaco
- Janko Tipsarević

I seguenti giocatori sono passati dalle qualificazioni:

- James Duckworth
- Ryan Harrison
- Gō Soeda
- Radek Štěpánek

Il seguente giocatore è entrato in tabellone come lucky loser:
- Donald Young

## Punti e montepremi

### Distribuzione dei punti
| Torneo    | V   | F   | SF  | QF | 2T | 1T   | Q    | Q2   | Q1   |
| Singolare | 500 | 300 | 180 | 90 | 45 | 0    | 20   | 10   | 0    |
| Doppio    | 500 | 300 | 180 | 90 | 0  | N.D. | N.D. | N.D. | N.D. |

### Montepremi
| Torneo    | V        | F        | SF      | QF      | 2T      | 1T    | Q2    | Q1   |
| Singolare | 310 330$ | 145 750$ | 72 370$ | 36 185$ | 18 335$ | 9650$ | 1610$ | 885$ |
| Doppio    | 91 470$  | 43 220$  | 20 860$ | 10 850$ | 5680$   | N.D.  | N.D.  | N.D. |

## Campioni

### Singolare
Nick Kyrgios ha sconfitto in finale  David Goffin con il punteggio di 4–6, 6–3, 7–5.
- È il terzo titolo in carriera e stagione per Kyrgios.

### Doppio
Marcel Granollers /  Marcin Matkowski hanno sconfitto in finale  Raven Klaasen /  Rajeev Ram con il punteggio di 6–2, 7–6(4).